# Condado de Kane (Utah)
O Condado de Kane é um dos 29 condados do Estado americano do Utah. A sede do condado é Kanab, que é também a sua maior cidade. O condado tem uma área de 10 641 km², uma população de 6046 habitantes, e uma densidade populacional de 0,6 hab/km² (segundo o censo nacional de 2000). O condado foi fundado em 1864.